# Escorihuela
Escorihuela es una localidad y municipio de la Comunidad de Teruel, provincia de Teruel, en Aragón, España. Está situado a unos 30 km de distancia de la capital (Teruel). Tiene una población de 152 habitantes (INE 2016), cifra que se multiplica en verano al celebrar las fiestas locales de San Lorenzo.
Los elementos importantes de su patrimonio son la Iglesia de La Inmaculada Concepción, las dunas fósiles, los Aljezares, el Centro de Interpretación del Espliego y el Monumento al Espigolero. 
El hecho histórico más relevante de la villa es la llamada Sentencia de Escorihuela, año 1277, que se considera el origen de la independencia municipal.

## El espliego

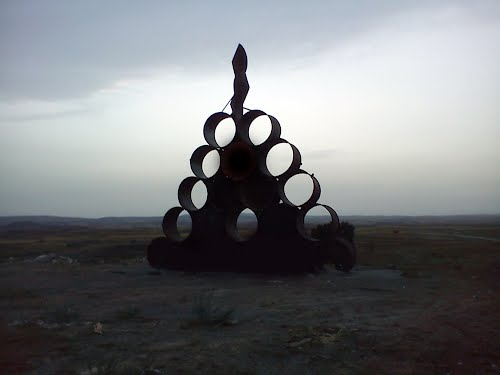
Monumento al espiglero

Las laderas de las montañas circundantes están llenas de espliego, un tipo de lavanda silvestre que crece en las montañas de clima mediterráneo sobre los 1000 m de altitud.
La larga tradición de recogida del espliego y su destilación se ha recogido en el CIES, Centro de Interpretación del Espliego, obra del museólogo Juan José Barragán, donde se puede apreciar un plantero con espliego, una zona de demostraciones de destilación, un salón de actos con proyecciones sobre el espliego, una recreación de las dunas fósiles de Escorihuela, una serie de objetos originales relacionados con la recolección y destilación de esta aromática, además de toda la información de la planta, su producción en el mundo y su historia. También encontraremos información de otras aromáticas y plantas con aprovechamiento industrial como la gayuba, la efedra y la ginestra.
Este espacio cuenta, además, con dos secciones especiales dedicadas al cañizo, un material tradicional de construcción en pleno proceso de desaparición, y el centeno, gramínea cultivada para la alimentación del ganado, pero con la que se hacían cosas tan curiosas como los bálagos, semejantes a figuras humanas, de los que se conservan dos.
En agosto se celebran las Jornadas del Espliego, con demostraciones de recolección y destilación del espliego.

## Demografía
Escorihuela cuenta con una población de 141 habitantes (INE 2024).
| Gráfica de evolución demográfica de Escorihuela entre 1842 y 2021                                                   |
| |
| Población de derecho según los censos de población del INE Población de hecho según los censos de población del INE |

## Administración y política
| Período   | Alcalde                           | Partido |  |
| --------- | --------------------------------- | ------- |  |
| 1979-1983 | Urbano Alegre Fortea              | UCD     |  |
| 1983-1987 |                                   |         |  |
| 1987-1991 |                                   |         |  |
| 1991-1995 | María Mercedes Lucía Muñiz Vega   |         |  |
| 1995-1999 | Milagros Agripina Giménez Marqués |         |  |
| 1999-2003 | Milagros Agripina Giménez Marqués |         |  |
| 2003-2007 | Milagros Agripina Giménez Marqués |         |  |
| 2007-2011 | Milagros Agripina Giménez Marqués |         |  |
| 2011-2015 | Milagros Agripina Giménez Marqués | CA      |  |

| Partido político    | Partido político                                   | 2003   | 2007   | 2011   | 2015   |
| Partido político    | Partido político                                   | Ediles | Ediles | Ediles | Ediles |
|                     | Compromiso con Aragón (CA)                         | —      | —      | 5      | 4      |
|                     | Partido Popular de Aragón (PP)                     | 0      | 0      | 0      | 1      |
|                     | Partido Aragonés (PAR)                             | 5      | 5      | 0      | 0      |
|                     | Partido de los Socialistas de Aragón (PSOE-Aragón) | 0      | 0      | 0      | 0      |
|                     | Chunta Aragonesista (CHA)                          | —      | 0      | —      | —      |
| Total de concejales | Total de concejales                                | 5      | 5      | 5      | 5      |